# ألبا لوبيز
ألبا لوبيز (26 نوفمبر 1991 بأندورا لا فيلا في أندورا - ) هي لاعبة كرة قدم أندورية في مركز الهجوم. شاركت مع منتخب أندورا لكرة القدم للسيدات.

## وصلات خارجية
- ألبا لوبيز على موقع الاتحاد الأوربي (الإنجليزية)
- ألبا لوبيز على موقع قاعدة بيانات كرة القدم.إي يو (الإنجليزية)
- ألبا لوبيز على موقع Soccerway.com (الإنجليزية)